# Maclodio
Maclodio (lombardul: Macló vagy Maclóde) település Olaszországban, Lombardia régióban, Brescia megyében. Lakosainak száma 1484 fő (2023. január 1.). Maclodio Berlingo, Brandico, Lograto, Mairano és Trenzano községekkel határos.

## Népesség
A település lakossága az elmúlt években az alábbi módon változott:
| Lakosok száma | 1476 | 1477 | 1484 |
|               | 2017 | 2018 | 2023 |